# Viện trưởng Viện kiểm sát nhân dân tối cao (Việt Nam)
Viện trưởng Viện kiểm sát nhân dân tối cao là người lãnh đạo cao nhất của Viện kiểm sát nhân dân tối cao. Vị trí này do Quốc hội Việt Nam bầu theo đề nghị của Chủ tịch nước. Nhiệm kỳ của Viện trưởng Viện kiểm sát nhân dân tối cao là 5 năm. Viện trưởng Viện kiểm sát nhân dân tối cao không nhất thiết phải là Đại biểu Quốc hội. Không có quy định pháp luật Viện trưởng Viện Kiểm sát nhân dân tối cao phải là đảng viên Đảng Cộng sản Việt Nam, tuy nhiên trên thực tế ở Việt Nam, Viện trưởng Viện kiểm sát nhân dân tối cao thường là một Ủy viên Ban Chấp hành Trung ương Đảng Cộng sản Việt Nam. Viện trưởng Viện Kiểm sát nhân dân tối cao đương nhiệm là ông Nguyễn Huy Tiến (nhậm chức từ 26 tháng 08 năm 2024).

## Nhiệm vụ và quyền hạn
Theo Mục 2, Điều 63 của Luật Tổ chức Viện Kiểm sát nhân dân năm 2014, Viện trưởng Viện Kiểm sát nhân dân tối cao có nhiệm vụ và quyền hạn sau đây:
1. Lãnh đạo, chỉ đạo, hướng dẫn, thanh tra, kiểm tra việc thực hiện nhiệm vụ, kế hoạch công tác và xây dựng Viện kiểm sát nhân dân; quyết định các vấn đề về công tác của Viện kiểm sát nhân dân tối cao.
2. Ban hành thông tư, quyết định, chỉ thị, điều lệ, quy chế, chế độ công tác áp dụng đối với Viện kiểm sát nhân dân.
3. Quy định bộ máy làm việc của Viện kiểm sát nhân dân tối cao và trình Ủy ban thường vụ Quốc hội phê chuẩn; quyết định bộ máy làm việc của Viện kiểm sát nhân dân cấp dưới; quy định bộ máy làm việc của Viện kiểm sát quân sự sau khi thống nhất với Bộ trưởng Bộ Quốc phòng, trình Ủy ban thường vụ Quốc hội phê chuẩn.
4. Trình Chủ tịch nước bổ nhiệm, miễn nhiệm, cách chức Phó Viện trưởng Viện kiểm sát nhân dân tối cao, Kiểm sát viên Viện kiểm sát nhân dân tối cao.
5. Bổ nhiệm, miễn nhiệm, cách chức Kiểm sát viên cao cấp, Kiểm sát viên trung cấp, Kiểm sát viên sơ cấp, Điều tra viên các ngạch, Kiểm tra viên các ngạch.
6. Bổ nhiệm, miễn nhiệm, cách chức các chức vụ lãnh đạo, quản lý thuộc thẩm quyền.
7. Kiến nghị xây dựng luật, pháp lệnh; chỉ đạo việc xây dựng và trình dự án luật, pháp lệnh theo quy định của pháp luật; đề nghị Ủy ban thường vụ Quốc hội giải thích Hiến pháp, luật, pháp lệnh.
8. Trình Chủ tịch nước ý kiến của mình về những trường hợp người bị kết án xin ân giảm án tử hình.
9. Chỉ đạo, tổ chức thực hiện việc tổng kết kinh nghiệm thực hành quyền công tố, kiểm sát hoạt động tư pháp của Viện kiểm sát nhân dân.
10. Tham dự các phiên họp của Hội đồng thẩm phán Tòa án nhân dân tối cao bàn về việc hướng dẫn áp dụng thống nhất pháp luật.
11. Kiến nghị với Chính phủ, các bộ, ngành trong công tác đấu tranh phòng, chống tội phạm và vi phạm pháp luật.
12. Chịu trách nhiệm và báo cáo công tác trước Quốc hội; trong thời gian Quốc hội không họp thì chịu trách nhiệm và báo cáo công tác trước Ủy ban thường vụ Quốc hội và Chủ tịch nước; trả lời chất vấn, kiến nghị, yêu cầu của đại biểu Quốc hội.
13. Thực hiện nhiệm vụ, quyền hạn khác theo quy định của pháp luật.[3]

## Danh sách Viện trưởng
Sau đây là danh sách Viện trưởng qua các thời kỳ.
|    | Tên             | Từ        | Đến       | Chức vụ                                    |
| 1  | Bùi Lâm         | 1958      | 1960      | Viện trưởng Viện Công tố Trung ương        |
| 2  | Hoàng Quốc Việt | 1960      | 1976      | Viện trưởng Viện kiểm sát nhân dân tối cao |
| 3  | Trần Hữu Dực    | 1976      | 1981      | Viện trưởng Viện kiểm sát nhân dân tối cao |
| 4  | Trần Lê         | 1981      | 6/1987    | Viện trưởng Viện kiểm sát nhân dân tối cao |
| 5  | Trần Quyết      | 6/1987    | 10/1992   | Viện trưởng Viện kiểm sát nhân dân tối cao |
| 6  | Lê Thanh Đạo    | 10/1992   | 1996      | Viện trưởng Viện kiểm sát nhân dân tối cao |
| 7  | Hà Mạnh Trí     | 1996      | 25/7/2007 | Viện trưởng Viện kiểm sát nhân dân tối cao |
| 8  | Trần Quốc Vượng | 25/7/2007 | 26/7/2011 | Viện trưởng Viện kiểm sát nhân dân tối cao |
| 9  | Nguyễn Hòa Bình | 26/7/2011 | 8/4/2016  | Viện trưởng Viện kiểm sát nhân dân tối cao |
| 10 | Lê Minh Trí     | 8/4/2016  | 26/8/2024 | Viện trưởng Viện kiểm sát nhân dân tối cao |
| 11 | Nguyễn Huy Tiến | 26/8/2024 | nay       | Viện trưởng Viện kiểm sát nhân dân tối cao |